# Elektronisk protektion
Elektronisk protektion, EP är ett begrepp inom elektronisk krigföring. Den engelska termen electronic counter-countermeasures, ECCM, används ibland också på svenska.
Med elektronisk protektion menas de åtgärder som minskar effekten av motståndarens elektroniska krigföring samt åtgärder för att undvika elektromagnetiska konflikter.